# Payros-Cazautets
Payros-Cazautets település Franciaországban, Landes megyében. Lakosainak száma 106 fő (2022. január 1.). Payros-Cazautets Arboucave, Castelnau-Tursan, Clèdes, Geaune, Puyol-Cazalet és Urgons községekkel határos.

## Népesség
A település népességének változása:
| Lakosok száma | 91   | 96   | 94   | 91   | 105  | 106  | 106  | 107  | 107  | 106  |
|               | 1968 | 1982 | 1990 | 2006 | 2013 | 2015 | 2017 | 2019 | 2020 | 2022 |